# Cavariella aegopodii
Puceron de la carotte, Puceron des ombellifères
Pour les articles homonymes, voir Puceron de la carotte.
Espèce
Cavariella aegopodii, le Puceron de la carotte ou Puceron des ombellifères, est une espèce d'insectes de la famille des Aphididae et du genre Cavariella. Ce puceron vert parasite les Ombellifères (Apiaceae) l'été, notamment la Carotte, et se réfugie l'hiver sur les saules (Salix).

## Taxonomie
Cette espèce est décrite en premier par l'Italien Giovanni Antonio Scopoli en 1763, qui la classe dans le genre Aphis sous le basionyme Aphis aegopodii. Elle est déplacée en 1847 dans le genre Cavariella sous le nom binominal Cavariella aegopodii.
Cavariella aegopodii a pour synonymes :
- Aegopodaphis aegopodii (Scopoli, 1763)
- Aphis aegopodii Scopoli, 1763
- Aphis umbellatarum C.L.Koch, 1854
- Cacariella aegopodii (Scopoli, 1763)
- Cavaraiella aegopodii (Scopoli, 1763)
- Cavaraiella umbellatarum (C.L.Koch, 1854)
- Cavariella aegopodii (Scopoli, 1763)
- Cavariella capreae (C.L.Koch, 1854)
- Cavariella umbellatarum (C.L.Koch, 1854)
- Hyadaphis umbellatorum Schouteden, 1906
- Rhopalosiphum capreae (C.L.Koch, 1854)
- Siphocoryne capreae (C.L.Koch, 1854)

## Morphologie

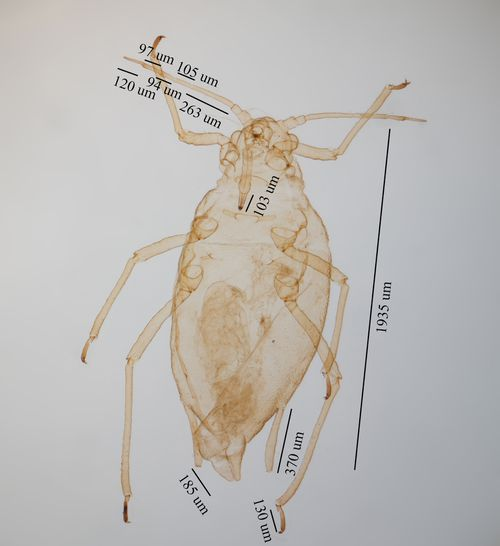
Morphologie générale.
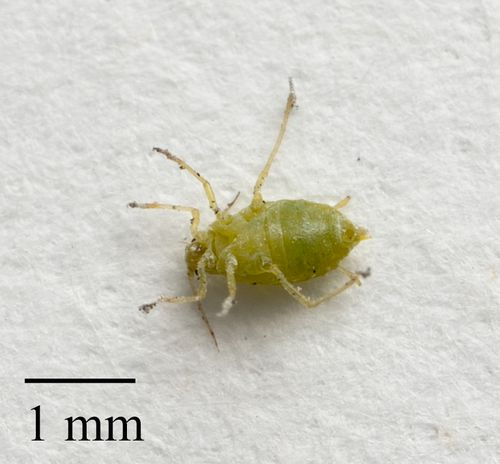
Puceron sur le dos.
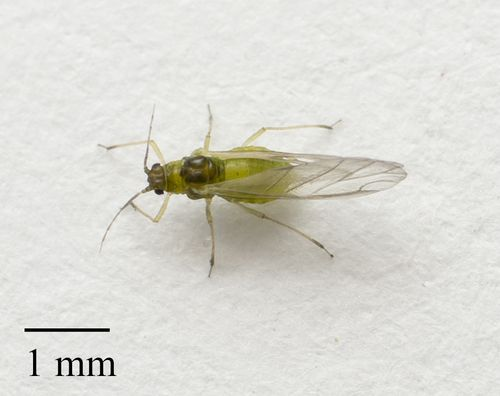
Forme ailée.
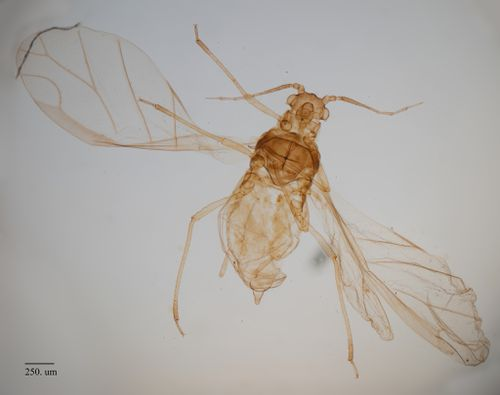
Forme ailée.
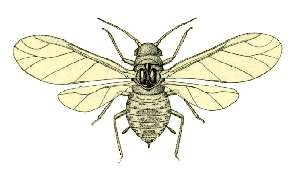
Dessin.

L'aptère, vert à jaunâtre, mesure 1 à 2,6 mm, avec des cornicules renflées et une caudicule située sur le huitième tergite. Le corps, vert à vert-jaunâtre, mesure 1,4 à 2,7 mm. Les antennes sont pâles et courtes, avec le fouet court, égal à une fois et demi la base. L'abdomen présente une plaque sombre. Les cornicules sont renflées, moyennement longues et uniformément pigmentées. La cauda est courte, de la même longueur que les cornicules.
Une espèce proche, Cavariella konoi, se différencie par des rhinaries beaucoup plus nombreuses sur l'article III, une plaque plus sombre sur l'abdomen et des cornicules un peu plus renflées. Elle parasite les mêmes plantes.

## Biologie

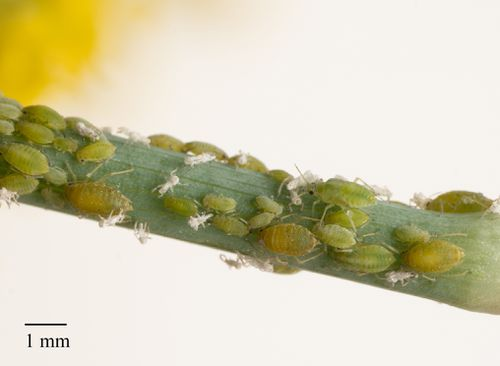
Colonie de Pucerons de la Carotte sur tige d'une Apiacée.

Cette espèce est holocyclique diécique. Ce puceron hiverne sur les saules, en particulier Salix alba et Salix fragilis, sous forme d’œufs qui éclosent au printemps. Les premières femelles parthénogénétiques engendrent des colonies qui s'installent sur les jeunes pousses des arbres. Les formes ailées migrent sur leurs hôtes d'été, des Apiacées. Les colonies estivales très nombreuses produisent par la suite des sexupares qui assurent la migration de retour sur les hôtes d'hiver. Les premiers vols sont très précoces du fait de la multiplication très rapide.

## Plantes hôtes

### Primaires
Les plantes hôtes primaires (hivernales) sont des saules, parmi lesquels en Europe Salix alba, aurita, babylonica, caprea, daphnoides, elaeagnos, x fragilis, hastata, purpurea. Salix alba et x fragilis sont les hôtes les plus importants.

### Secondaires
Les plantes hôtes secondaires (estivales) sont des Apiaceae, parmi lesquelles en Europe :
- Aegopodium podagraria
- Aethusa cynapium
- Anethum graveolens
- Angelica sylvestris
- Anthriscus sylvestris
- Apium graveolens
- Athamanta cretensis
- Carum carvi
- Chaerophyllum aromaticum
- Chaerophyllum aureum
- Chaerophyllum hirsutum
- Chaerophyllum temulum
- Cicuta
- Conium maculatum
- Conopodium ramosum
- Crithmum
- Cryptotaenia
- Daucus carota
- Ferula communis
- Ferula linkii
- Ferulago campestris
- Foeniculum vulgare
- Helosciadium nodiflorum
- Heracleum austriacum
- Heracleum sphondylium
- Laserpitium
- Levisticum
- Ligusticum mutellina
- Ligusticum scothicum
- Meum athamanticum
- Oenanthe aquatica
- Oenanthe crocata
- Pastinaca sativa
- Petroselinum crispum
- Peucedanum ostruthium
- Pimpinella major
- Pimpinella saxifraga
- Selinum
- Seseli austriacum
- Silaum
- Sium
- Smyrnium
- Torilis japonica

Après le Cerfeuil, la Carotte cultivée est la plante la plus attractive et la plus favorable à sa multiplication.

## Dégâts
Des semis de carotte précoces peuvent être détruits par une colonisation massive au stade cotylédonnaire, et la croissance des plants peut être fortement ralentie en période de sécheresse.
Ce puceron transmet au plantes le Mottley Dwarf, ou Nanisme bigarré, une maladie virale qui réduit énormément le rendement des cultures de carottes, et se manifeste par le jaunissement des feuilles externes, ou leur rougissement en fonction des variétés, le rabougrissement des feuilles du cœur, la prolifération de racines adventives et un nanisme de toute la plante.

## Lutte
Des pulvérisations insecticides sont effectuées lorsque les pucerons provoquent la crispation du feuillage des carottes.
Il existe de nombreux ennemis naturels du Puceron de la Carotte.